# Rhacodactylus auriculatus
El gecko gárgola (Rhacodactylus auriculatus) es una especie de geco de la familia Diplodactylidae. Es endémico de regiones sureñas de Nueva Caledonia. No fue sino hasta 1994 que junto al gecko crestado fue redescubierto ya que se consideraban extintos. Este gecko está siendo considerado aplicable para medidas de protección mediante restricciones en su exportación por la Convención sobre el Comercio Internacional de Especies Amenazadas de Faura y Flora Silvestres (CITES).

## Descripción
Presentan excrecencias en la cabeza y a nivel del ojo, formando una especie de cuernos u orejas que le conceden de su característica apariencia de gárgola. Están dotados de almohadillas adhesivas en sus patas lo que les permite trepar vides, ramas y otros obstáculos.
Alcanzan un tamaño moderado de 4 a 4.5 pulgadas de longitud desde el hocico a la cloaca y 8 pulgadas de longitud total. Son sexualmente maduros entre los 15 o 18 meses de edad y pesan aproximadamente 35 gramos. Poseen una cola delgada y semi-prensil que puede desprenderse al estresarse o estar asustados, eventualmente es regenerada llegando a lucir casi igual a la original.
Los colores que manifiestan pueden ser gris, beige, marrón, blanco, amarillo, naranja y rojo. con variedad de patrones de manchas y rayas por lo cual entre vendedores es una de las especies más codiciadas.

## Comportamiento
Son nocturnos, ectotérmicos y arbóreos, prefiriendo como hábitat densos bosques montanos, bosques húmedos, bosques de matorral y hábitats de maquis abiertos y cerrados. Por lo general, no se encuentran lejos del suelo del bosque. También se encuentran a lo largo de la costa oeste y de los mares ultramáficos de la costa central-este hasta el bloque ultramáfico meridional de Nueva Caledonia.
Son omnívoros, se alimentan de pequeños invertebrados y fruta blanda; en grupos pueden recurrir al canibalismo ya que no distinguen entre pesas y congéneres.
En la naturaleza tienen una esperanza de vida relativamente corta, siendo esta de unos 3 o 4 años. Por otra parte, en cautividad pueden llegar a vivir mucho más.
Durante sus momentos de actividad tienden a ser muy vocales y es común escucharlos chillar, ladrar y gruñir para comunicarse entre ellos.
Entre machos tienen una tendencia muy territorial. Las hembras son ovíparas y ponen dos huevos por puesta, los cuales eclosionan a los 60 o 90 días luego de ser puestos. 
En cautividad se han observado ser aventureros, rápidos y algunos aprecian los cambios en el hábitat.
Sus patas no poseen mucha tracción como la de otros geckos y pueden llegar a caerse al saltar; mientras su piel se mantenga hidratada, pueden estirar sus cuerpos hasta tres veces su tamaño para alcanzar una rama o vid.

## En cautividad

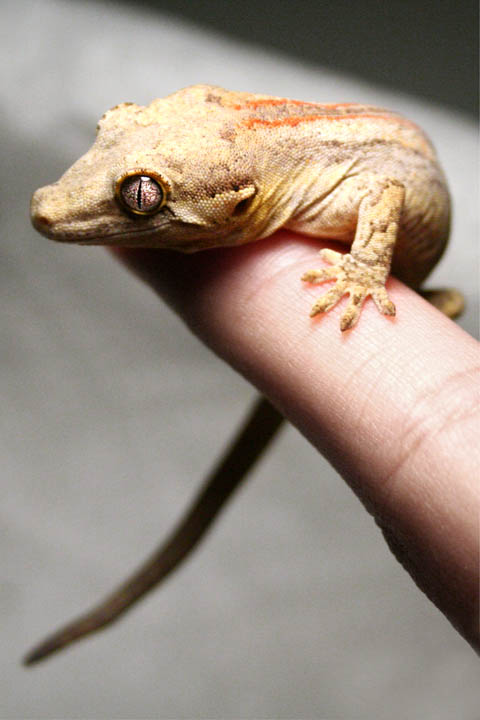
Un Gekco Gárgola en presunta cautividad

Las especies Rhacodactylus son relativamente nuevas al mantener como mascotas y aún hay mucho que aprender sobre ellos desde que se pensaba n eko gque estos ejemplares se encontraban extintos. De entre otra variedad de geckos, estos suelen ser los más fáciles de cuidar.
Los geckos gárgola deben estar dispuestos en hábitats que proporcionen altura y espacio para trepar, siendo bebés estos no deben estar en un área tan grande (máximo de 10 galones) ya que pueden tener problemas al hallar su comida. En la adultez un recinto de 20 galones alto es ideal. Se sienten cómodos descansando en el follaje y les gusta trepar madera. Es bueno incluir secciones de corteza de corcho para refugios y áreas de escalada, sin sobrecargar y dejando espacio abierto. Las plantas vivas o artificiales en combinación con madera y corteza proporcionarán la seguridad que estos geckos necesitan.
Se adaptan muy bien a temperatura ambiente pero hay que tener mucho cuidado con los aumentos de temperatura, ya que aquellas mayores a 30 °C pueden ser mortales para ellos.
Siempre debe haber agua purificada disponible para consumo y para rociar su hábitat dos veces al día, ya que requieren de una humedad constante para hidratarse y sobrevivir. Es de considerar que un exceso de humedad puede ser mortal.
Son alimentados generalmente con una dieta en polvo mezclada con agua, tres veces a la semana, que proporcione especialmente vitamina D3 y calcio. Como alternativa se les puede suministrar puré de frutas e insectos como grillos, cucarachas dubias, gusanos de cera cubiertos de suplementos en polvo para aportar los nutrientes necesarios pero pueden no ser de interés del gecko gárgola. 
Se adaptan fácilmente al contacto humano, al ser nocturnos lo ideal es hacerlo durante la noche.
Bajo un cuidado adecuado, pueden vivir de 15 a 20 años.